# The Wentworth Club

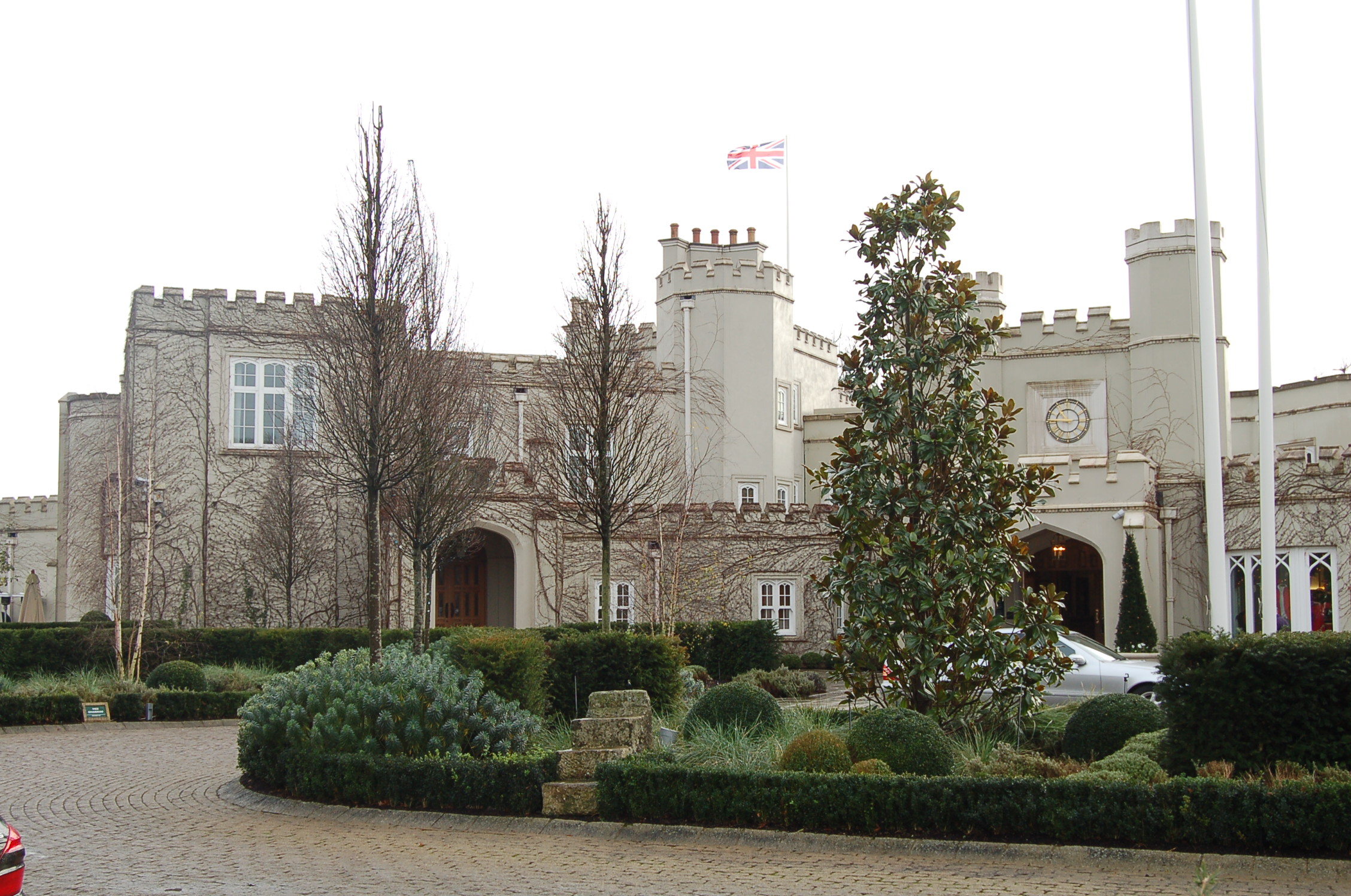
Clubhuis Wentworth

De Wentworth Club is een van de beroemdste golfclubs in Engeland vanwege haar historie. Ze bevindt zich in Virginia Water.
De club is in 1922 opgericht en is vooral bekend als golfclub, maar er zijn ook 13 tennisbanen, binnen- en buitenzwembaden, een uitgebreide fitnessruimte, een crèche en diverse restaurants.

## Geschiedenis
In de 19de eeuw woonde op Huize 'Wentworths' de zwager van de Duke of Wellington. Deze verkocht het aan de Spaanse graaf Ramon Cabrera. Zijn weduwe breidde het landgoed uit tot wat het nu is. In 1922 kreeg Walter George Tarrant (1875-1942) uit Hampshire, die sinds 1895 al veel in de omgeving had gebouwd, het recht ook op Wentworth te bouwen. Hij liet Harry Colt er de eerste golfbaan aanleggen. Tijdens de Grote Depressie ging Tarrant failliet, maar tegenwoordig staan er een paar schitterende huizen op het landgoed. Een van de bewoners was de entertainer Bruce Forsyth. Het landgoed wordt nu beheerd door Sir Lindsay Parkinson & Co.

## Golf
Er zijn drie 18 holes golfbanen. 
- De Oostbaan is in 1924 ontworpen door Harry Colt. Hier is de eerste Curtis Cup in 1932 gespeeld en hier is de Ryder Cup in 1953 ontstaan.[2]
- De Westbaan is in 1926 ook door Harry Colt ontworpen en ongeveer 900 meter korter dan de Oostbaan. Hij is in 2006 gerenoveerd door Ernie Els, die sinds enkele jaren aan de baan woont. Enkele bunkers zijn aangepakt en enkele holes zijn verlengd, zodat de baan nu ongeveer 280 meter langer is dan voorheen.
Op de Westbaan wordt sinds 1964 jaarlijks de HSBC World Matchplay gespeeld.[3] Sinds 1984 ieder jaar ook het PGA Kampioenschap. De Matchplay werd na 45 jaar naar Spanje verhuisd. De Westbaan is in 2008 en 2009 grondig gerenoveerd en in 2010 vond hier de BMW PGA Kampioenschap plaats.
- De Edinburghbaan is in 1990 ontworpen door John Jacobs, in overleg met Gary Player en Bernard Gallacher. Hier wordt de Wentworth Senior Masters ieder jaar gespeeld.

Er worden hiernaast veel belangrijke wedstrijden gespeeld van amateurs en de Ladies European Tour. Op Wentworth bevindt zich het kantoor van de Europese PGA Tour.

### PGA Championship
| - 1972: Tony Jacklin - 1973: Peter Oosterhuis - 1974: Maurice Bembridge - 1984: Howard Clark - 1985: Paul Way - 1986: Rodger Davis - 1987: Bernhard Langer - 1988: Ian Woosnam - 1989: Nick Faldo - 1990: Mike Harwood | - 1991: Severiano Ballesteros - 1992: Tony Johnstone - 1993: Bernhard Langer - 1994: José María Olazábal - 1995: Bernhard Langer - 1996: Costantino Rocca - 1997: Ian Woosnam - 1998: Colin Montgomerie - 1999: Colin Montgomerie - 2000: Colin Montgomerie | - 2001: Andrew Oldcorn - 2002: Anders Hansen - 2003: Ignacio Garrido - 2004: Scott Drummond - 2005: Ángel Cabrera - 2006: David Howell - 2007: Anders Hansen - 2008: Miguel Ángel Jiménez - 2009: Paul Casey |

### World Matchplay
| - 1964: Arnold Palmer - 1965: Gary Player - 1966: Gary Player - 1967: Arnold Palmer - 1968: Gary Player - 1969: Bob Charles - 1970: Jack Nicklaus - 1971: Gary Player - 1972: Tom Weiskopf - 1973: Gary Player - 1974: Hale Irwin - 1975: Hale Irwin | - 1976: David Graham - 1977: Graham Marsh - 1978: Isao Aoki - 1979: Bill Rogers - 1980: Greg Norman - 1981: Severiano Ballesteros - 1982: Severiano Ballesteros - 1983: Greg Norman - 1984: Severiano Ballesteros - 1985: Severiano Ballesteros - 1986: Greg Norman - 1987: Ian Woosnam | - 1988: Sandy Lyle - 1989: Nick Faldo - 1990: Ian Woosnam - 1991: Severiano Ballesteros - 1992: Nick Faldo - 1993: Corey Pavin - 1994: Ernie Els - 1995: Ernie Els - 1996: Ernie Els - 1997: Vijay Singh - 1998: Mark O’Meara - 1999: Colin Montgomerie | - 2000: Lee Westwood - 2001: Ian Woosnam - 2002: Ernie Els - 2003: Ernie Els - 2004: Ernie Els - 2005: Michael Campbell - 2006: Paul Casey - 2007: Ernie Els - 2008: Ernie Els |

### Wentworth Senior Masters
Dit toernooi werd altijd op Wentworth gespeeld, voor het laatst in 2007.
| - 1997: Gary Player - 1998: Brian Huggett - 1999: Neil Coles | - 2000: David Creamer - 2001: David Oakley - 2002: Ray Carrasco | - 2003: John Chillas - 2004: Sam Torrance - 2005: Eduardo Romero | - 2006: Eduardo Romero - 2007: Des Smyth |

## Trivia
- Op 22 mei 2010 vestigde Robert Karlsson met een score van 62 een nieuw baanrecord.
- In de Verenigde Staten zijn onder andere de Wentworth Golf in Jackson en de Wentworth Golf Course in Tarpon Springs.
- In Schotland is de Wentworth By The Sea Country Club.
- In Australië is de Wentworth Golf Club in Orange (NSW).
- Voor de 16de green is een nieuwe bunker gekomen, commentaar van Peter Thomson: "If my grandma can’t play it, it has to be a lousy course".[5]